# Paneer

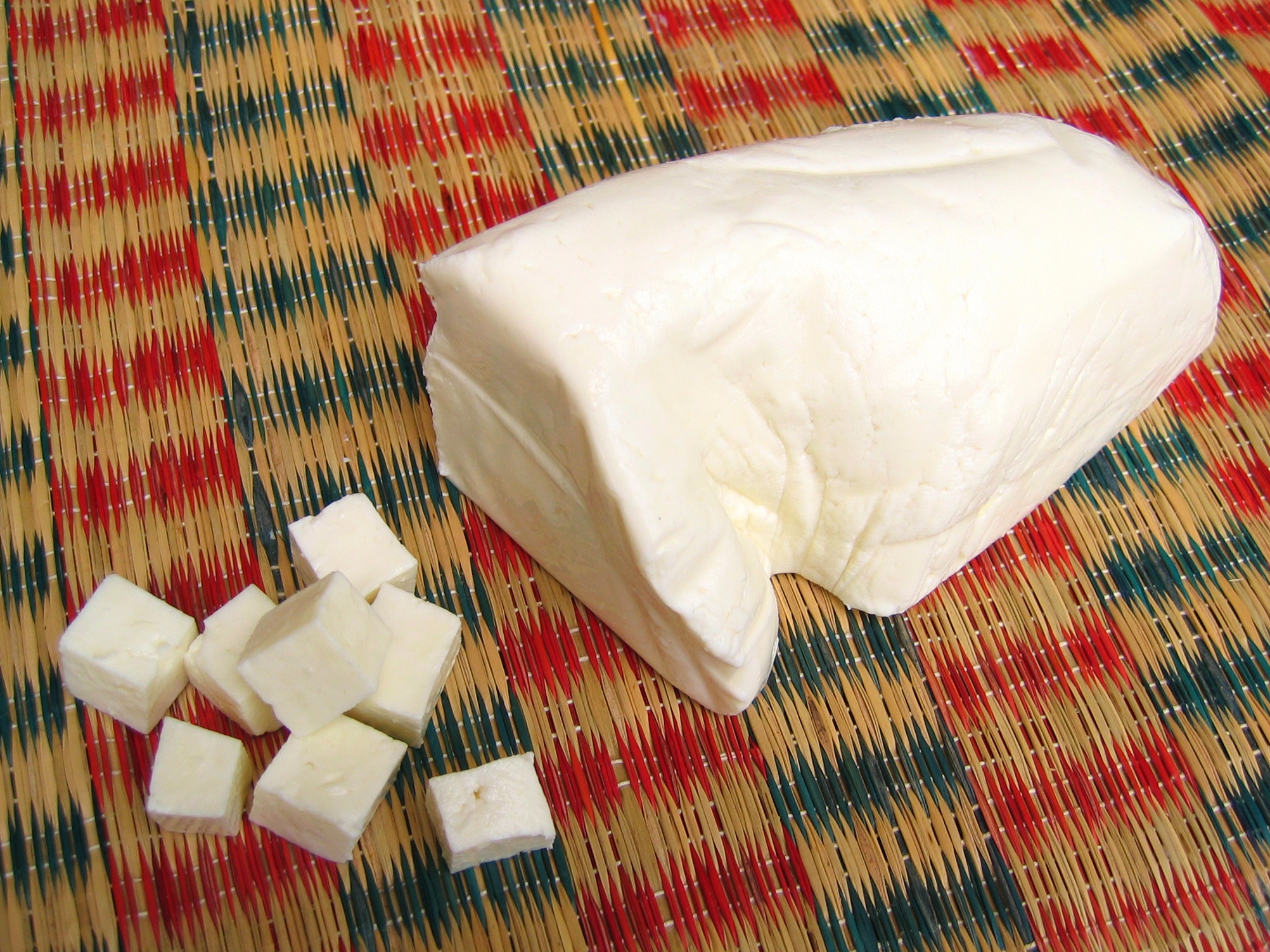
Paneer

Paneer (limba persană: پنیر  hindi, m., पनीर, panīr, engl.: paneer) este un tip de brânză din India. Ea se aseamănă cu brânza presată Ricotta, fiind ceva mai uscată și mai puțin sărată. În mâncarea gătită are consistența brânzei Tofu.
Este o importantă sursă de proteine. Paneer este adesea folosită pentru curry sau consumată prăjită. Un fel de mâncare popular este spre exemplu Palak Paneer, spanac cu paneer, un curry din partea de nord a Indiei.

## Preparare
Paneer este o brânză obținută în casă. Lapte fiert este coagulat prin adăugarea de suc de lămâie, iaurt sau oțet. Prin strecurare se separă zerul. Se lasă se răcorească și se presează până ce iese toată apa. 

## Literatură
- Sunil Kumar, D. C. Rai, K. Niranjan, Zuhaib F. Bhat: Paneer – An Indian soft cheese variant: a review. Journal of Food Science and Technology, 2011, ISSN 0022-1155
- Shahnawaz Umer Khan, Mohammad Ashraf Pal: Paneer production: A review. Journal of Food Science and Technology, Band 48, Nummer 6, Dezember 2011, ISSN 0022-1155
- Priya Wickramasinghe, Carol Selva Rajah: Food of India. Murdoch Books 2005, ISBN 1740454723, S. 279–280
- Y. H. Hui (Hrsg.): Handbook of Food Products Manufacturing. John Wiley & Sons 2007, ISBN 9780470113547, S. 645–648
- Hannah Green: Retete din bucataria indiana, Editura Urban Lifestyle, 2008, ISBN 9789738886629